# Negrelos
Negrelos (oficialmente San Cibrao de Negrelos) es una parroquia española del municipio de Rodeiro, perteneciente a la provincia de Pontevedra, en la comunidad autónoma de Galicia.

## Historia
Hacia mediados del siglo XIX, la parroquia, ya por entonces perteneciente a Rodeiro, tenía contabilizada una población de 150 habitantes. Aparece descrita en el duodécimo volumen del Diccionario geográfico-estadístico-histórico de España y sus posesiones de Ultramar de Pascual Madoz con las siguientes palabras:

NEGRELOS (San Ciprian): felig. en la prov. de Pontevedra (11 leg.), part. jud. de Lalin (2 1/2), dióc. de Lugo (11), ayunt. de Rodeiro (1/2): sit. á la der. del r. Arnego, con buena ventilacion, y clima sano. Tiene unas 36 casas distribuidas en las ald. de Lama de Mena, Pena, Erbosa, Negrelos, Rubias, y Vilamea. La igl. parr. (San Ciprian) es aneja de la de Santiago de Fabian. Confina el térm. N. Pescoso; E. Rio, S.Rodeiro, y O. Alemparte. El terreno participa de monte y llano, y le fertiliza un arroyo que de E. á O. se dirige al r. Arnego. prod.: maiz, centeno, patatas, leña y pastos: se cria ganado vacuno, de cerda y lanar; y caza de diferentes especies. pobl.: 36 vec., 150 alm. contr.: con su ayunt. (V.).
(Madoz, 1849, p. 150)

En 2023, tenía empadronados 116 habitantes.